# 沈奕
沈奕（1968年4月30日—），是已退役的中国足球运动员，曾经入选国家二队，是天津队在90年代初期的主力前锋。

## 球员生涯
沈奕在1987年便代表天津东亚队参加甲级联赛。1987年底进入天津一队并参加当年的全运会，1989年同韩金铭等年轻队员被选派至荷兰留学训练，回国后不久就成为天津队的主力中锋。他在1990年甲A联赛中打入6球，与队友左树发和上海队前锋朱有宏并列最佳射手。期间曾经入选过徐根宝挂帅的国家二队。1993年中国足球甲B锦标赛，他为天津队打入4球。1994年足球职业化开始，沈奕代表天津队参加当年的甲B联赛并攻入两球，帮助球队升至甲A联赛。95年甲A联赛，他在第四轮球队客场对阵四川全兴的比赛中，为球队打入自职业化以来在顶级联赛的第一球。但赛季后期因伤离队修养。1996年初，转会至新组建的厦门足球俱乐部征战乙级联赛，但球队在决赛第二阶段点球负于深圳金鹏，未能升入甲B。沈奕于赛季结束后退役。

## 退役后
退役后沈奕曾担任天津华翼足球学校校长，培养出过许多优秀的青少年球员，如曾经入选过国少队的刘伟国、王健等。

## 家庭
沈奕的叔叔是天津足坛名宿，60、70年代的国脚沈福儒，曾经于1976－1977年、1988－1990年和1993年三次担任天津队主教练。1996年沈福儒受邀执教厦门队，便将沈奕带到厦门。